# Maria Józefa Rossello
Maria Giuseppa Rossello (ur. 27 maja 1811, zm. 7 grudnia 1880) – włoska święta Kościoła katolickiego, założycielka Instytutu Sióstr Matki Bożej Miłosierdzia.

## Życiorys
Maria Giuseppa Rossello urodziła się 27 maja 1811 roku w wielodzietnej rodzinie i została ochrzczona tego samego dnia. Otrzymała wówczas imię Benedykta.
Mając 19 lat została przygarnięta przez bezdzietne małżeństwo z Savonu jako ich przybrana córka. Państwo Manleone ofiarowali dziewczynie miejsce w ich domu przez 6 lat w zamian za wykonywanie przez nią obowiązków domowych i opiekę.
Od dzieciństwa wyróżniała się wielką miłością do ubogich. Należała do Trzeciego Zakonu Franciszkańskiego. Kiedy miała 26 lat został opublikowany apel miejscowego biskupa, który namawiał pobożne dziewczęta do podjęcia pracy z ubogą młodzieżą. Benedykta zgłosiła się jako jedna z pierwszych. Założony 10 sierpnia 1837 roku Instytut Sióstr Matki Bożej Miłosierdzia wybrał na swoją przełożoną właśnie Marię Józefę. Resztę życia poświęciła na rozbudowę instytutu i niesienie pomocy.
Zmarła 7 grudnia 1880 roku po ciężkiej chorobie serca.
Beatyfikował ją papież Pius XI w dniu 6 listopada 1938 roku, a kanonizował ją papież Pius XII w dniu 12 czerwca 1949 roku.